# 30 de desembre
El 30 de desembre és el tres-cents seixanta-quatrè dia de l'any del calendari gregorià i el tres-cents seixanta-cinquè en els anys de traspàs. Resta un dia per acabar l'any.

## Esdeveniments
Països Catalans
- 1242, Alzira, Ribera Alta: Jaume I conquereix la vila.[1]
- 1924, Barcelona: S'inaugura el primer tram de la línia del Gran Metro, l’actual línia 3, entre les estacions de Lesseps i Catalunya, amb un traçat de 2,47 km.[2]
- 1930, Núria, Queralbs, el Ripollès: hi arriba el primer Cremallera de Núria.
- 1978, Manresa, Bages: Es publica el número u del diari Regió7.[3]

Resta del món
- 1796, Badia de Bantry (Irlanda): Fugida de les tropes franceses després de l'Expedició d'Irlanda.
- 1906, Dacca (actualment Dhaka, Bangladesh): fundació de La Lliga Musulmana de l'Índia (en anglès All-India Muslim League, en bengalí নিখিল ভারত মুসলিম লিগ, en urdú آل انڈیا مسلم لیگ), fou originàriament el partit que representà els musulmans del subcontinent indi durant la lluita de la independència a l'època del Raj Britànic.[4]
- 1922: Es constitueix la Unió de Repúbliques Socialistes Soviètiques.
- 1965, les Filipines: Ferdinand Marcos n'esdevé el president.
- 1988, Roma: El papa Joan Pau II signa l'exhortació apostòlica Christifideles laici.
- 2006, Madrid, Espanya: ETA perpetra l'Atemptat de la Terminal 4 de Barajas

## Naixements
Països Catalans
- 1849 - Barcelona: Lluís Domènech i Montaner, arquitecte, polític i historiador català.
- 1906 - Campdevànol: Concepció Casanova i Danès, filòloga, poeta, mestra i traductora (m. 1991).
- 1959 - 
  - Barcelona, Neus Bonet i Bagant, periodista catalana, professora universitària i exdegana del Col·legi de Periodistes de Catalunya.
  - La Vall d'Uixó: Josep Lluís Abad i Bueno, poeta.

- 1966 - S. Coloma de Gramenet: Lídia Guinart Moreno, política catalana, periodista i escriptora, diputada al Congrés dels Diputats.
- 1992, Barcelona: Anna Boada Peiró, remera catalana.

Resta del món
- 39 - Roma? (Imperi Romà)ː Tit Flavi Sabí Vespasià, emperador de Roma del 79 al 81 (m. 81).[9]
- 1673 - Dòbritx (Imperi Otomà, actual Bulgària): Ahmet III, soldà otomà, durant el regnat del qual va succeir l'època de les tulipes (m. 1736).[10]
- 1819 - Neuruppin (Alemanya): Theodor Fontane, escriptor realista alemany (m. 1898).
- 1824 - París: Lydie Lemercier de Nerville, salonnière francesa del segle XIX.[11]
- 1837 - Leipzig: Marie Lipsius, àlies La Mara, escriptora alemanya, historiadora de la música (m. 1927).[12]
- 1865 - Bombai, Raj Britànic: Rudyard Kipling, escriptor indi d'origen britànic, premi Nobel de Literatura de 1907 (m. 1936).
- 1883 - Edegem, Bèlgica: Marie Gevers, novel·lista belga (m. 1975).
- 1884 - Tòquio (Japó): Hideki Tojo, polític i militar de l'Imperi del Japó (m. 1948).[13]
- 1895 - Madrid: José Bergamín Gutiérrez, escriptor espanyol (m. 1983).
- 1906 - Putney, Londres (Anglaterra): Carol Reed, director de cinema britànic (m. 1976).[14]
- 1914 - Leningrad, URSS: Ígor Mikhàïlovitx Diàkonov, historiador, lingüista i traductor rus (m. 1999).
- 1930 - Ningbo, Zhejiang (Xina): Tu Youyou, científica xinesa, Premi Nobel de Medicina o Fisiologia de l'any 2015.[15]
- 1942
  - Melbourne, Victòria, Austràlia: Anne Charleston, actriu australiana.
  - Loka pri Zidanem Mostu, Baixa Estíria: Janko Prunk, historiador eslovè.
- 1946 - Chicago, Illinois (EUA): Patti Smith, cantant i poetessa estatunidenca.[16]
- 1947
  - Birmingham, Anglaterra: Jeff Lynne, músic, cantant i productor musical anglès, cofundador de l'ELO i els Traveling Wilburys.[17]
  - Toledo, Ohio: Steve Mix, jugador de bàsquet nord-americà que va jugar 13 temporades a l'NBA.
- 1943 - Estocolm, Suècia: Gösta Winbergh (m. 2002).
- 1973 - Inglewood, Califòrnia, EUA: Maureen Flannigan, actriu estatunidenca.
- 1975 - Cypress, Califòrnia, EUA: Tiger Woods, golfista estatunidenc.[18]
- 1984 - Akron, Ohio, EUA: LeBron James, jugador de bàsquet estatunidenc.[19]
- 1986 - Washington DC: Jeff Ward, actor estatunidenc.
- 1995 - Daegu, Corea del Sud: Kim TaeHyung, conegut com a V, cantant i ballarí de la banda sud-coreana BTS.

## Necrològiques
Països Catalans
- 1870 - Madrid: Joan Prim i Prats, militar i polític progressista català (n. 1814).
- 1946 - Agullana: Lídia de Cadaqués, peixatera i hostalera de Cadaqués, mitificada per artistes com d'Ors o Dalí (n. 1866).[20]
- 1950 - Madrid: Carles Padrós i Rubió, polític i empresari català, un dels fundadors del Reial Madrid Club de Futbol.
- 1998 - Barcelona: Joan Brossa, poeta en català.
- 2022 - Pepa Palau i Martí, actriu, directora, guionista, locutora de ràdio, teatre i televisió catalana (n. 1938).
- 2024 - Rosa Fabregat, escriptora catalana (n. 1933).

Resta del món
- 1828: Waldemar Thrane, compositor, violinista i director d'orquestra noruec.
- 1894 - Homer, Nova York (EUA): Amelia Bloomer, periodista i sufragista estatunidenca (m. 1818)[21]
- 1896 - Manila, Filipines, Espanya: José Rizal, afusellat per les autoritats espanyoles.[22]
- 1906 - Wooler, Anglaterra: Josephine Butler, feminista i reformista social britànica.[23]
- 1944 - Vézelay, França: Romain Rolland, escriptor francès, Premi Nobel de Literatura de l'any 1915 (n. 1866).
- 1947 - Cambridge, Massachusetts (EUA): Alfred North Whitehead, matemàtic i filòsof anglès (n. 1861).[24]
- 1967 - Dallastown, Pennsilvània: Paul Whiteman, director d'orquestra de jazz nord-americà (n. 1890).[25]
- 1969 - Ciutat de Mèxic: Angelina Beloff, pintora i artista mexicana, amb orígens russos (n. 1879)[26]
- 1970 - Rochester (Nova York), Estats Units: José Justiniani Echániz, pianista cubà instal·lat als Estats Units (n. 1905).
- 2004 - Califòrnia: Artie Shaw, clarinetista de jazz i director d'orquestra (n. 1910).[27]
- 2006: 
  - Iraq: Saddam Hussein, executat a la forca.
  - Madrid - Espanya: Carlos Alonso Palate i Diego Armando Estacio, ciutadans equatorians residents a Madrid, víctimes d'un atemptat d'ETA.[28]
- 2009 - Sant Sebastià, Guipúscoa: Juan Ricardo Miguel Zulueta Vergarajauregui, conegut com a Iván Zulueta, dissenyador i cineasta basc (n. 1943).[14]
- 2012 - Roma (Itàlia): Rita Levi-Montalcini, neuròloga italiana, Premi Nobel de Medicina o Fisiologia de l'any 1986 (n. 1909).[29]
- 2014 - Londres (Regne Unit)ː Luise Rainer, actriu estatunidenca. Guanyadora dos cops de l'Oscar a la millor actriu el 1937 i el 1938 (n. 1910).[30]

## Festes
- Santoral: sants Judit, heroïna d'Israel; Roger, bisbe; Fèlix I, papa; venerable Dídac d'Osma, bisbe.
- les Filipines - Dia de Rizal.
- La Festa del Pi celebrada a Centelles (Osona) Declarada Festa Tradicional d'Interès Nacional